# László Gábor (újságíró)
László Gábor, álneve Aliquis, szignója La-bor. (Kolozsvár, 1902. március 20. – Kolozsvár, 1975. október 12.) vegyészmérnök, közgazdász, újságíró, gazdasági és műszaki író.

## Életpályája
Szülővárosa Unitárius Kollégiumában érettségizett (1919), újságírói pályára lépett mint az Ellenzék munkatársa (1919–20), majd a prágai Német Egyetemen vegyészmérnöki és közgazdasági oklevelet szerzett (1925). A prágai Orient Courier s a berlini International Press Service sajtóügynökségének munkatársa.
Kolozsvárt Ruzitska Béla vegyész professzorral közösen vezette a Chemotechnika vegyipari laboratóriumot (1926–42), a Szent László Ásvány- és Gyógyszappangyár mérnöke. Meghívott romániai előadó volt a magyarországi Tudományos Ismeretterjesztő Társulatnál (TIT), a budapesti Vegyi Ipar szakfolyóirat romániai szerkesztője.
Már középiskolás korában a Remény című kollégiumi diáklap szerkesztője. Első újságcikke az Ellenzékben jelent meg (1919). Tudományos ismeretterjesztő írásait az Erdélyi Szemle, Keleti Újság, majd az Igazság, Előre, Falvak Dolgozó Népe, Új Élet, Magyarországon az Élet és Tudomány, a Búvár című szaklap, Népszava közölte. Kísérleti kutató munkásságának tárgyköre a földgáz, fa, barnaszén, kukorica, tej, bor, hulladékanyagok vegyi feldolgozása.

## Munkái
- Helyi erőforrások értékesítése a kémia segítségével (Felszeghy Ödönnel, 1955);
- Mezőgazdasági termények és termékek tárolása (Antal Dániellel, 1955; bővített 2. kiadás 1961).

## Társasági tagság
- Román Colegiul Inginerilor
- Magyar Természettudományi Társulat
- Magyar Kémikusok Egyesülete